# Maytenus rigida
Maytenus rigida är en benvedsväxtart som beskrevs av Carl Friedrich Philipp von Martius. Maytenus rigida ingår i släktet Maytenus och familjen Celastraceae. Inga underarter finns listade.